# Cottonwood Cove
Cottonwood Cove es un área no incorporada ubicada en el condado de Clark, Nevada, Estados Unidos;

## Ubicación
Está situado a orillas del lago Mohave, en la frontera de Nevada y Arizona. Se encuentra a 21 km al este del histórico pueblo de Searchlight y 20 km al norte de Laughlin y una hora de Las Vegas. Es el sitio del Cottonwood Cove Resort y Marina. La ensenada es parte del Área de recreación nacional lago Mead administrado por el servicio de Parques Nacionales.

### Especies de peces
- Oncorhynchus mykiss (Trucha arcoíris)
- Micropterus salmoides (Robalo)
- Morone saxatilis (Lobina rayada)
- Pomoxis ("Crappie")
- Ictalurus punctatus (Pez gato americano)
- Cyprinidae (Pez dorado)
- Centrarchidae ("Sunfishes")

## Cultura Popular
- Cottonwood Cove aparece en el juego de 2010, Fallout: New Vegas.